# Condorcunca
Condorcunca (en quechua: Kunturkunka; kuntur cóndor, kunka garganta o cuello) es una montaña de los Andes del Perú. Se encuentra ubicada en el Distrito de Quinua, al suroeste de la montaña Saracochajasa (en quechua: Saraqucha Q'asa, "paso de montaña del lago de maíz") en la llanura llamada Pampa de Quinua, donde se desarrolló la Batalla de Ayacucho. Es parte del área protegida conocida como Santuario Histórico Pampa de Ayacucho.